# Réti lószúnyog
A réti lószúnyog vagy mocsári lószúnyog (Tipula paludosa) a rovarok (Insecta) osztályának a kétszárnyúak (Diptera) rendjéhez, ezen belül a lószúnyogok (Tipulidae) családjához tartozó faj.

## Elterjedése
A réti lószúnyog Európa nagy részén megtalálható.

## Megjelenése
A réti lószúnyog 1,8-2,5 centiméter hosszú. Csápja 14 ízből áll. A hozzá nagyon hasonló közönséges lószúnyog (Tipula oleracea) csápja 13 ízes. A lószúnyogok nagy, karcsú testű kétszárnyúak, hosszú, pálcikaszerű lábaik könnyen leválnak. Ártalmatlanok, sem harapásra, sem szúrásra nem képesek.

## Életmódja
A réti lószúnyog rétek, mezők, mezsgyék, kertek, parkok és napfényes erdők lakója.

## Szaporodása
A réti lószúnyog augusztustól októberig repül. A közönséges lószúnyog repülési ideje április–május között van. A két faj környezeti igényei egyébként egészen hasonlók, és magatartásuk is sokban megegyezik, de kereszteződésre vagy összetévesztésre a repülési idők eltolódása következtében nem kerülhet sor.
A lárvák a talajban fejlődnek, és gyökerekkel táplálkoznak. Tömeges elszaporodás esetén egy négyzetméternyi felületen akár 400 lárva is lehet, s ez a kertekben már tekintélyes károkat okozhat. Az idős lárvák éjszaka előjönnek, s a föld feletti növényrészeket rágják meg.